# Blaze Ya Dead Homie
Blaze Ya Dead Homie (właściwie Chris Rouleau) – amerykański raper, pochodzący z Romeo w stanie Michigan, nagrywający dla wytwórni Psychopathic Records.

## Życiorys
Przygodę z rapem zaczął w wieku 17 lat podczas nauki w szkole średniej, później zaczął występować w małych klubach we wschodniej części Detroit. Założył wtedy swoją pierwszą grupę „2 Krazy Devils”, w skład której wchodził on sam (pod ksywą Psycho C) oraz późniejszy członek House of Krazees oraz HaLFBrEEd, Skrapz (wtedy jako Krazy).
Ich pierwszy duży występ odbył się w klubie Ritz w mieście Roseville, gdzie wspólnie z Anybody Killa grali jako support przed House of Krazees. Po tym występie The R.O.C. zgodził się wyprodukować pierwszy i jedyny album 2 Krazy Devils, „Flipped Insanity”. W 1996 roku grupa rozpadła się, a Blaze udzielił się w kilku mniejszych projektach, jednak bez większego efektu. Z tego powodu był bliski rezygnacji z rapowania.
Po rozpadzie House of Krazees, Skrapz wraz z The R.O.C. założyli HaLFBrEEd, natomiast Mr. Bones i Hektic już jako Twiztid podpisali kontrakt z Psychopathic Records, a wraz z nimi dołączył Blaze który początkowo był członkiem ekipy podczas tras koncertowych ICP.
W 1997 roku pojawił się na pierwszej płycie Twiztid, Mostasteless, przy okazji występując jako hypeman na koncertach.
Dwa lata później wziął udział w nagrywaniu audycji radiowej „The Juggalo Show”, podczas której Violent J ogłosił, że jest on najnowszym członkiem Psychopathic Records. Wspólnie z całą rodziną Psychopathic stworzyli grupę Psychopathic Rydas, która wkrótce wydała album „Dumpin'”, sam Blaze na produkcjach Psychopathic Rydas nagrywa pod ksywą Cell Block.
W 2000 wydał swoją pierwszą EP-kę, „Blaze Ya Dead Homie”
, która jednak nie sprzedawała się za dobrze i Blaze opuścił Psychopathic, uważając że nie zarabia tyle pieniędzy ile mu się należy. Wrócił jednak szybko ponieważ stwierdził, że nigdzie nie będzie miał takiej satysfakcji z pracy, jak nagrywanie dla Psychopathic Records.
Jeszcze w tym samym roku wyruszył na trasę koncertową promującą materiał, przy okazji zaliczając debiutancki występ podczas pierwszego Gathering of the Juggalos.
Rok później wydał swój długo oczekiwany pełny album „1 Less G N Da Hood”, na którym pozostał przy tworzeniu gangsta rapu. W międzyczasie został piątym członkiem grupy Dark Lotus, która 17 lipca wydała swój debiutancki album „Tales From The Lotus Pod”. Podczas corocznego Hallowicked Show 2001 została rozdana płyta, na której znalazł się jego kawałek „Children Of The Wasteland” nagrany na beacie z „Casket”.
Rok 2002 był dla Blaze'a bardzo pracowity-dołączył bowiem do trasy koncertowej „Mirror Mirror” Twiztid, następnie wspomógł ABK-a przy pracy nad jego debiutanckim albumem „Hatchet Warrior”, oraz nagrał kawałek na kolejny Hallowickedowy singiel, pt. „Dead Body Man 2002” (cover „Dead Body Man” ICP, z ich albumu „Riddle Box”). Również w tym samym roku nagrał (wspólnie z ABK-em) kawałek „Foo-Dang!"-jak się okazało, był to pierwszy track nowej grupy Drive-By stworzonej przez duet Blaze i ABK.
Na przełomie 2002/2003 Blaze ponownie opuścił Psychopathic Records, tym razem podając że odchodzi na muzyczną emeryturę. Na szczęście niedługo potem powrócił, by (w 2004 roku) wydać drugi solowy album, „Colton Grundy: Tha Undying”. W tym samym roku pojawił się na albumach „Check Your Shit In Bitch! oraz „Black Rain”.
W 2005 wspólnie z ABK-em wydali pierwszą EP-kę Drive-By, „Pony Down (Prelude)”.
W wakacje 2006 została wydana reedycja płyty „1 Less G in the Hood: Deluxe G Edition”. Na reedycji tej (oprócz większości numerów z debiutu), znalazły się dodatkowo prawie wszystkie tracki z EP-ki „Blaze Ya Dead Homie” oraz kilka zupełnie nowych kawałków, w tym wydany na singlu „Mamma I Ain't Changed”.
Po prawie trzech latach oczekiwania, 21 sierpnia 2007 roku, światło dzienne ujrzał album „Clockwork Gray”. Na płycie znalazł się kawałek „Inside Looking Out”, który jest ostatnim oficjalnym wydawnictwem grupy Samhein Witch Killaz, natomiast „E.O.D.” był pierwszym trackiem grupy Zodiac Mprint (Blaze Ya Dead Homie i The R.O.C.).

Pierwszym singlem promującym „Clockwork Gray” był kawałek „Ill Connect”, z gościnnym udziałem The R.O.C., do którego powstał również teledysk (będący pierwszym klipem w karierze Blaze'a).
22 czerwca 2010 roku, po kolejnych trzech latach, został wydany najnowszy album Blaze'a, „Gang Rags”.

## Dyskografia

### LP
- 1 Less G N Da Hood (2001)
- Colton Grundy: Tha Undying (2004)
- Clockwork Gray (2007)
- Gang Rags (2010)

### Single/EP
- Blaze Ya Dead Homie EP (2000)
- Mama, I Ain't Changed (2004)